# Johannes Selle

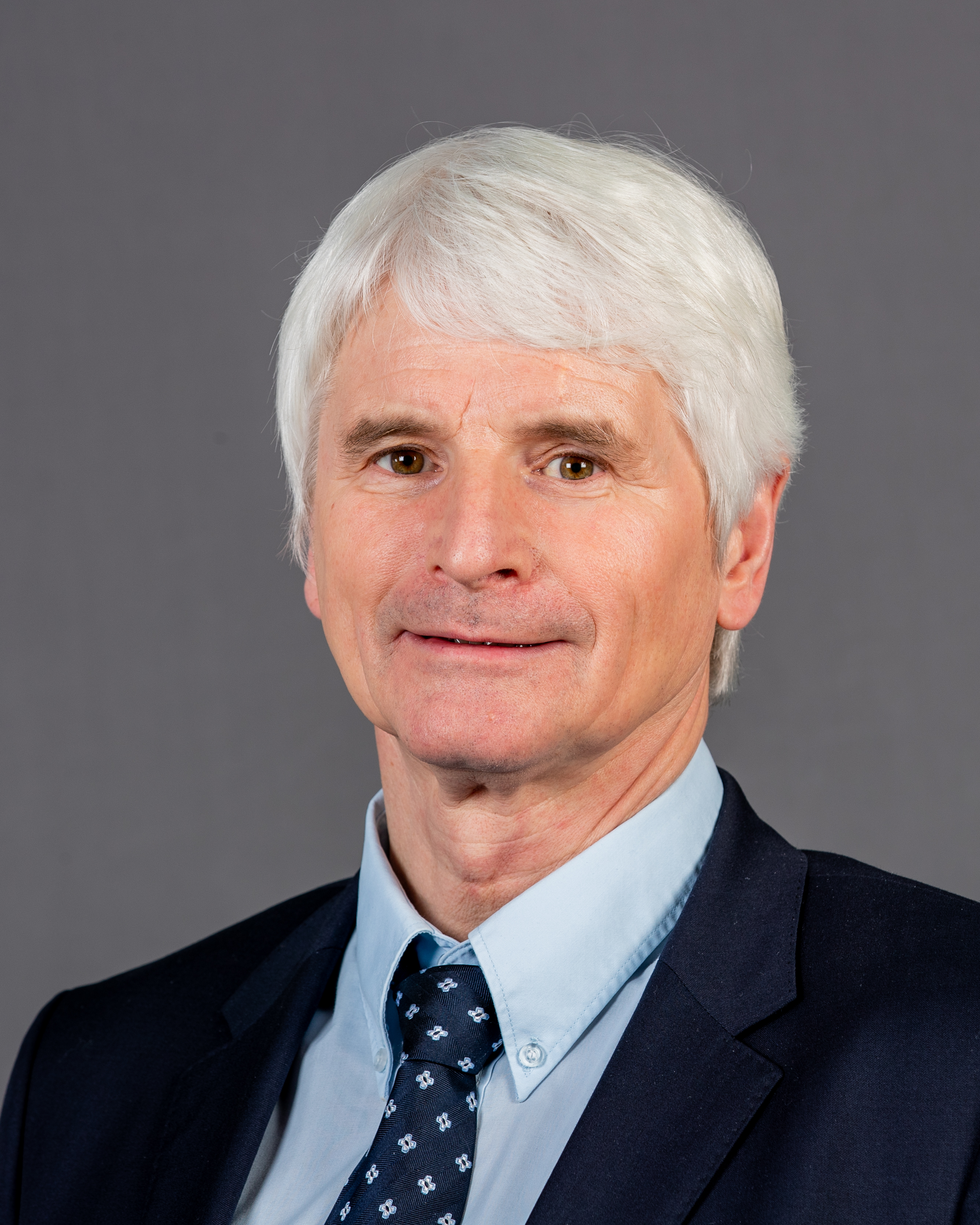
Johannes Selle (2020)

Johannes Selle (* 13. Januar 1956 in Lobenstein) ist ein deutscher Politiker (CDU) und Diplom-Mathematiker. Er war von 1994 bis 1998 und von 2009 bis 2021 Mitglied des Deutschen Bundestages.

## Familie und Beruf
Nach dem Abschluss der Erweiterten Oberschule studierte Selle an der Karl-Marx-Universität Leipzig Mathematik. Er schloss das Studium als Diplommathematiker ab. Nach dem Wehrdienst bei der NVA war er als EDV-Projektant tätig.
Selle ist evangelisch, verheiratet und Vater von drei Kindern.

## Abgeordneter
Seit 1990 ist Selle Mitglied der CDU. Er ist Mitglied im Kreisvorstand der CDU im Kyffhäuserkreis sowie in der Mittelstands- und Wirtschaftsvereinigung der CDU. Für die CDU sitzt er im Kreistag des Kyffhäuserkreises und ist dort Vorsitzender im Ausschuss für Wirtschaft, Landwirtschaft, Umwelt, Tourismus und Infrastruktur.
Vom 10. November 1994 bis 26. Oktober 1998 war er für eine Wahlperiode Mitglied des Deutschen Bundestages. Er wurde für die Christlich Demokratische Union Deutschlands (CDU) über ein Direktmandat im Wahlkreis Sömmerda – Artern – Sondershausen – Langensalza in Thüringen gewählt. Im Parlament saß er im Finanzausschuss, im Untersuchungsausschuss zum DDR-Vermögen sowie in der Enquete-Kommission „Überwindung der Folgen der SED-Diktatur im Prozeß der deutschen Einheit“.
Für die Bundestagswahlen 2009 und 2013 wurde Selle im Wahlkreis Kyffhäuserkreis – Sömmerda – Weimarer Land I von der CDU als Kandidat aufgestellt und gewann dort das Direktmandat. Als Abgeordneter wurde er Mitglied der Deutsch-Koreanischen Parlamentariergruppe.
Bei der Bundestagswahl 2017 trat er erfolgreich für den veränderten Bundestagswahlkreis Jena – Sömmerda – Weimarer Land I an, aus dem der Kyffhäuserkreis nun ausgeschieden war, während die Stadt Jena neu hinzu kam. Diese Änderung wurde erforderlich, da Thüringen zur Bundestagswahl 2017 einen Wahlkreis verlor.
Im 19. Deutschem Bundestag war Selle stellvertretender Vorsitzender des Ausschusses für Kultur und Medien und gehörte als ordentliches Mitglied dem Ausschuss für Wirtschaftliche Zusammenarbeit und Entwicklung, sowie dem Unterausschuss „Zivile Krisenprävention, Konfliktbearbeitung und vernetztes Handeln“ an. Er war darüber hinaus stellvertretendes Mitglied im Auswärtigen Ausschuss.
Für die Bundestagswahl 2021 verlor Selle die Nominierung für das Direktmandat mit 13 zu 25 Stimmen gegen den ehemaligen Thüringer Landesvorsitzenden Mike Mohring.

## Politische Positionen
Selle ist Mitglied des konservativen Berliner Kreises in der Union, welcher auch innerhalb der CDU umstritten ist. Aus den Reihen des Berliner Kreises wurde ein Papier veröffentlicht, welches ein Ende der „moralischen Erpressung“ durch die Klimaforschung und den „Abschied von deutschen Sonderzielen“ bei der Bekämpfung der Treibhausgase fordert. Diese Aussage bestritt er später und bezeichnete das Konzeptpapier als unglücklich. Er forderte neben einer weniger ideologisch-politisierten Debatte lediglich eine Abkehr der Fixierung von Klimapolitik auf Treibhausgase.
Zudem war Selle Mitglied der Deutsch-Koreanischen Parlamentariergruppe, mit der er 2015 Nord- und Südkorea bereiste.

## Soziales Engagement
Selle ist Mitglied des politischen Arbeitskreises der evangelischen Allianz Deutschlands und der Gesellschaft für Völkerverständigung e. V.
Er engagiert sich als stellvertretender Vorsitzender im Gemeindekirchenrat, als Vorsitzender im Kirchförderverein St. Bonifatius e. V. und als Mitglied im Beirat der Hilfsorganisation Nehemiah Gateway.